# This Ain't a Scene, It's an Arm Race
This Ain't Scene, It's an Arm Race (To není scéna, to jsou závody ve zbrojení) je první singl z desky Infinity on High skupiny Fall Out Boy.

## Informace o písni
Píseň poprvé odvysílala jedna rozhlasová stanice z Indianapolis 16. listopadu 2006 a brzy na to se objevila i na internetu.
Oficiální debut píseň zažila 21. listopadu 2006 během American Music Awards a pár dnů na to 5. prosince se singl začal hrát i na rozhlasových stanicích.
Píseň je údajně o frustraci z emo scény basáka a textaře Petera Wentze, toto řekl v rozhovoru pro americký Rolling Stone.
Remix písně This Ain't Scene, It's an Arm Race obstaral Kanye West.

## Tracklist

### CD – Velká Británie
1. "This Ain't a Scene, It's an Arms Race"
2. "The Carpal Tunnel of Love"

### Gramofonová deska – Velká Británie
1. "This Ain't a Scene, It's an Arms Race"
2. "G.I.N.A.S.F.S."
3. "This Ain't a Scene, It's an Arms Race"
4. "It's Hard To Say 'I Do', When I Don't"

### CD – Austrálie
1. "This Ain't a Scene, It's an Arms Race"
2. "The Carpal Tunnel of Love"

### EP Austrálie
1. "This Ain't a Scene, It's an Arms Race"
2. "The Carpal Tunnel of Love"
3. "G.I.N.A.S.F.S."

## Hitparády
Do regulérních hitparád se singl dostal 16. ledna 2007 a jen dva dny na to už byl na prvním místě jako mezi stahovanými singly.
V nejprestižnější hitparádě Billboard Hot 100 se dostal z nuly hned na druhé místo, což je druhý nejlepší rockový debut od kapely Aerosmith a jejich písně I Don't Want to Miss a Thing, která v roce 1998 debutovala na prvním místě. Píseň se na druhém místě za singlem Irreplaceable od Beyoncé držela dva týdny a navíc dobyla první příčku popové hitparády.
Na první místo se singl dostal na Novém Zélandu. Ve Velké Británii debutoval na šestém místě, kde se postupně vyšplhal stejně jako v USA na druhou příčku.
Ve světové hitparádě dostala na páté místo, a v USA se udržela celé čtyři týdny na prvním místě jako nejstahovanější píseň.
| Hitparáda (2007)      | Umístění |
| --------------------- | -------- |
| USA Billboard Pop 100 | 1        |
| Singapur              | 1        |
| Nový Zéland           | 1        |
| Polsko                | 1        |
| Velká Británie        | 2        |
| USA Billboard Hot 100 | 2        |
| Chile                 | 2        |
| Česko - Modern Rock   | 3        |
| Austrálie             | 4        |
| Světová hitparáda     | 5        |
| Irsko                 | 5        |
| USA Rocková hitparáda | 8        |
| Belgie                | 9        |
| Filipíny              | 16       |
| Evropa                | 21       |
| Lotyšsko              | 33       |
| Česko                 | 42       |
| Mexiko                | 43       |

## Videoklip
Klip režíroval Alan Fergusson, který měl na starosti i Dance, Dance a tak na počátku klipu vidíme skupinu, která právě dotočila klip Dance, Dance před publikem z lepenky a odjíždí svým Lamborghini, kde je sledují fanoušci a paparazzi.
Když se ozvou první slova písně, vidíme skupinu v hudebním studiu s hip hopovými producenty Babyfacem a Jay Z, kteří na spolupracovali s Fall Out Boy na nové desce. Patrick Stump napodobuje všechny R&B grimasy, načež se mu ostatní posmívají a zesměšňují jej. Po chvíli to Joe Trohman s Peterem Wentzem po studiu rozjedou a začnou dělat různé otočky. Při jedné z otoček Joe něco shodí a vidíme jen jakousi roztržku a ihned se objevuje novinový titulek s fotkou zmlácených členů skupiny.
V další scéně vidíme Peta Wentze, kterého fotografuje fotograf mobilem. Pete si rozpíná košili a později i pásek u kalhot, následně je střih na děvčata, která sedí u počítače a znechuceně se koukají na fotky nahého Wentze. (Tato scéna paroduje skutečnost, kdy fotky nahého Petera, který se vyfotil telefonem obletěly nechtěně celý svět).
Poté se děj klipu přesouvá na párty v hotelovém pokoji, kde Peter Wentz umírá ve chvíli, kdy hraje na baskytaru na posteli, na kterou skočí Fat Joe a on vypadne z okna.
Následně můžeme vidě pohřeb, kterému velí Patrick Stump a za ním zpívá kostelní sbor. V této scéně se objevují všichni členové Fall Out Boy. Andy Hurley zpívá společně se sborem, manažer skupiny hraje pastora a také se tam objevuje William Beckett jako upír z předcházejícího singlu A Little Less Sixteen Candles, a Little More 'Touch Me', dále chlapec s parohy, který se objevil v klipu Sugar, We're Goin' Down, který se líbá s dívkou, která hrála Peterovu přítelkyni v klipu Dance, Dance. Vidíme i dívku, která si zahrála v písni Grand Theft Autumn/Where is Your Boy a Travise McCoye, který také hrál v Dance, Dance.
Poté se záběry přenesou na Michelle Trachtenberg, o které se mluvilo, že je Peterova přítelkyně, vedle ní je známý herec Seth Green a v dálce je oživlá soška, kterou dostávají interpreti na MTV Video Music Awards.
Joe Trohman hraje na pohřbu kytarové sólo na Peterově rakvi, načež se rakev otevře, hudba utichne a všechen děj se přesouvá na černobílé plátno a do roku 2003 Des Moines, Iowa (doba kdy vyšlo album Take This to Your Grave), kdy se Peter probouzí celý zpocený a Andy se jej ptá Dreams again? (Znovu sny?). Poté vidíme i Patricka, který spí s Joem na jedné posteli v objetí.
We're late, (Jdeme pozdě) řekne Andy a běží všichni směrem k dodávce. Poslední scéna se odehrává v malém sále, kde skupina koncertuje a píseň opět pokračuje v místě, kde skončila a všichni fanoušci si ji zpívají .
Klip končí skokem Wentze do publika, což je opět parodie, kdy Wentz v roce 2006 chtěl skočit mezi diváky, ale ti jej nechytli a Wentz skončil na podlaze.

## Zajímavosti
- Wentz řekl, že ve chvíli, kdy v písni zpívá sbor, se nechal inspiroval písní Justina Timberlakea Señorita.
- Skupina chtěla ve videoklipu ukázat, že si umí ze sebe udělat srandu a jejich cílem bylo, aby se lidé při klipu zasmáli.

## Úryvek textu
This ain't a scene, it’s a god damn arms race
This ain't a scene, it’s a god damn arms race
This ain't a scene, it’s a god damn arms race
I'm not a shoulder to cry on, but I digress
I'm a leading man
And the lies I weave are oh so intricate, oh so intricate
I'm a leading man
And the lies I weave are oh so intricate, oh so intricate